# Beltain

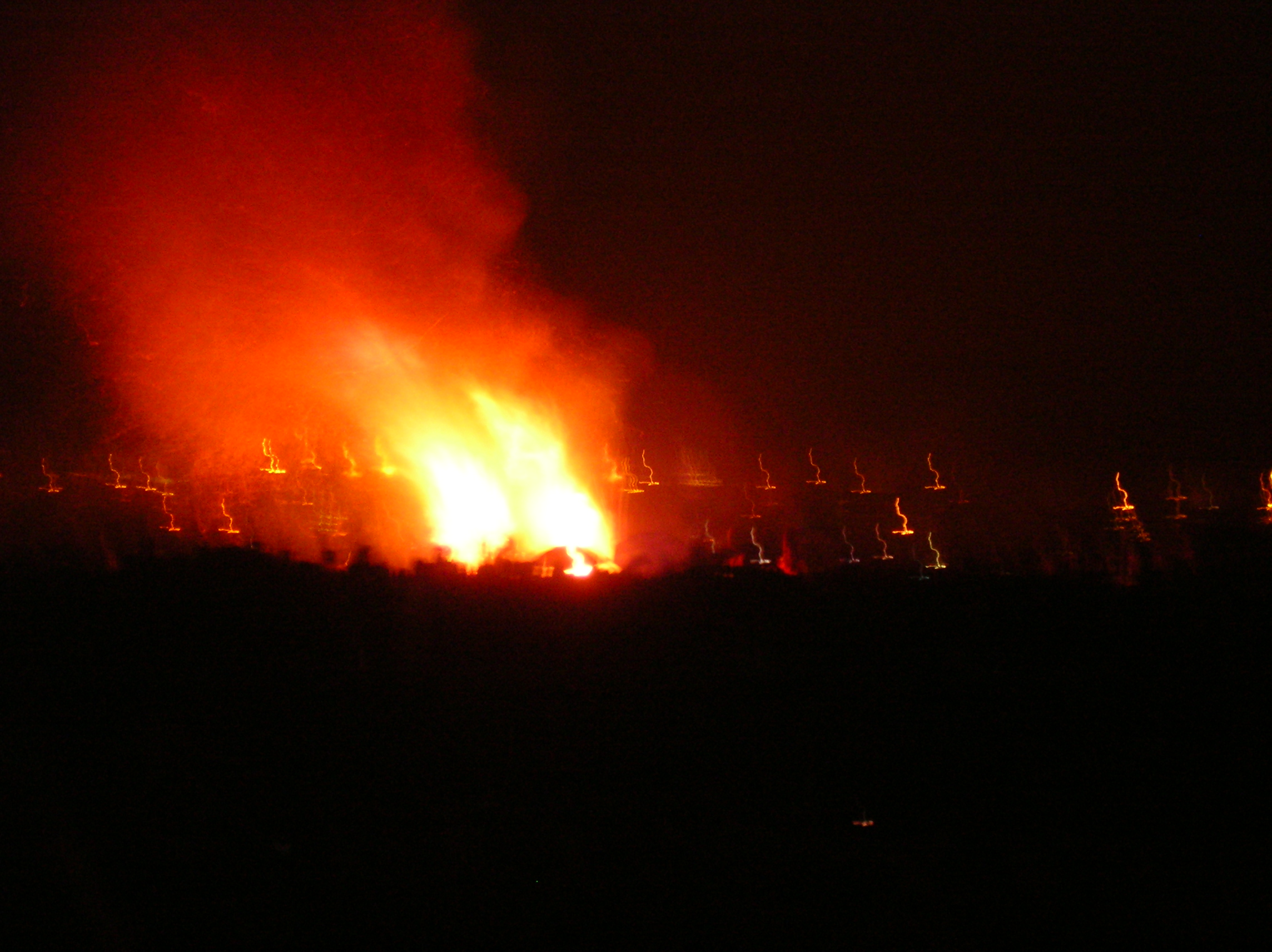
Beltainový oheň na skotském Calton Hill (Edinburgh Beltane Festival)

Beltain, (čti [bjaultənə]; v moderní irštině Bealtaine; anglicky Beltane; gaelsky Bealltainn, starším pravopisem Bealltuinn) je gaelský svátek slavený zpravidla v předvečer 1. května, spojený s vyháněním dobytka na pastvu a zapalováním ohňů. Etymologie slova beltaine je nejasná, ale zpravidla je vykládáno jako „jasný oheň“. Slabika bel- může znamenat „jasný, zářící“ a souviset s keltským slunečním bohem Belenem. Část -taine může vycházet ze slovo teine „oheň“. V Nizozemsku, Německu, Švédsku, Česku a některých dalších evropských zemích je ve stejný den slavena Valpuržina noc, ve starověkém Římě se Beltainu podobala slavnost ovčáků Parilia slavená 21. dubna.
O Beltainu se vyháněl na pastvu dobytek, zatímco protilehlém svátku Samhain se činil opak. V důsledku chladnějšího podnebí mohl ve Skotsku tento svátek připadat až na pozdější datum, například 15. května. Nejdříve byly uhašeny všechny krby a ohně a poté rozdělán teine éigen, tedy živý oheň, rozežhnutý pomocí dvou dřívek a zapáleny dva ohně, mezi kterými byl provázen dobytek, aby byl ochráněn před dobytčím morem a jinými chorobami, lidé pak mezi ohni procházeli pro přivolání štěstí či vyléčení neplodnosti. Beltaine byl také považován za den vhodný pro začínání velkých plánů a podle Knihy o záborech Irska v tento den do Irska připluli Partholónovci a Mílésiané. Tento den byl dále spojován s čarodějnicemi či jinými nadpřirozenými bytostmi kradoucími lidem jídlo, snad v důsledku docházejích zásob a placení dávek vrchnosti, a byl považován za obzvláště nešťastný den k uzavření svatby.
Beltaine je také slaven wiccany, neodruidy, keltskými rekonstrukcionisty, případně dalšími novopohany.